# (29672) Salvo
(29672) Salvo est un astéroïde de la ceinture principale.

## Description
(29672) Salvo est un astéroïde de la ceinture principale. Il fut découvert le 12 décembre 1998 à San Marcello Pistoiese par Andrea Boattini et Luciano Tesi. Il présente une orbite caractérisée par un demi-grand axe de 2,43 UA, une excentricité de 0,13 et une inclinaison de 3,7° par rapport à l'écliptique.

## Compléments